# الشلاغمية
الشلاغمية هو حي سكني شعبي موجود في مدينة منزل بورقيبة في ولاية بنزرت في تونس ويعد هذا الحي من من أهم مناطق المدينة.